# Isabel Parra
Isabel Parra (Santiago, 29 de setembro de 1939) é uma cantora chilena, filha de Violeta Parra e irmã de Ángel Parra. É considerada a grande voz feminina da Nueva Canción Chilena.

## Biografia
Durante a carreira atuou diversas vezes em dueto com o irmão Ángel e fez gravações em parceria com: Víctor Jara, o cubano Sílvio Rodríguez, o argentino León Gieco, e com os conjuntos chilenos Inti-Illimani, Los Jaivas e Los Blops. É diretora da Fundação Violeta Parra.
Foi a primeira filha de Violeta Parra em seu casamento com o ferroviário Luís Cereceda. Sua primeira gravação foi "Los Parra de Chillán", em conjunto com a sua mãe e seu irmão Ángel, quando estavam em Paris (França). Atuou muitas vezes em dueto com seu irmão Ángel ("Isabel y Ángel Parra"), interpretando canções do folclore latinoamericano.
No início da carreira, apresentava-se tocando o cuatro, instrumento de corda típico da Venezuela e foi incentivada por Víctor Jara a compor sua próprias canções.
A partir de 1964, começou a administrar a "Peña de los Parra", onde se apresentaram músicos que integrariam o movimento que seria conhecido como "Nueva Canción Chilena" e a gravar pela Dicap. Dentre os que se apresentavam na "Peña de los Parra", podem-se destacar: Víctor Jara, Luís Advis, e os conjuntos: Inti Illimani e Quilapayún.
Suas primeiras composições foram gravadas em 1968, em um disco que tinha, principalmente, musicalizações de Paco Ibañez para versos de Góngora e García Lorca. Esse disco contou com a participação de Júlio Villalobos (integrante de "Los Blops") no violão.
Em 1969, gravou o disco "Cantando por amor".
Em 1970, musicalizou versos de sua mãe que resultaram nas canções: "Lo que más quiero" e "Qué palabra te dijera", incluídos no disco "Violeta Parra".
Em 1971:
- gravou o disco "De aquí y de allá", que tinha influências da Nova Trova Cubana, decorrentes de uma de suas viagens à Havana; e
- ajudou a organizar a visita de Sílvio Rodríguez, Pablo Milanés e Noel Nicola ao Chile.

Durante o governo de Salvador Allende:
- se integrou ao Departamento de Comunicações da Universidade Técnica do Estado, onde trabalhou com os integrantes do Inti Illimani e Víctor Jara;
- fez viagens para apresentar-se em Havana, Berlim e Lima, onde obteve o primeiro lugar no Festival del Agua Dulce, com a canção "La hormiga vecina").

Participou do disco "La población", de Víctor Jara; e de um disco gravado em Havana, juntamente com Sílvio Rodríguez, Sérgio Vitier e de outros músicos que participavam do Grupo de Experimentação Sonora do ICAIC.
Em 1972, juntamente com Inti Illimani, participou da Cantata "Canto para una Semilla", composta por Luís Advis a partir das Décimas de Violeta Parra.
Após o Golpe Militar de setembro de 1973, viveu principalmente em Paris durante o exílio.
Nessa época:
- Fez apresentações na Europa, na União Soviética e nos Estados Unidos;
- Publicou: "El libro mayor de Violeta Parra", em homenagem à sua mãe, que seria reeditado em 2009;
- Lançou os discos: "Vientos del pueblo" (1974) e "Como una historia" (1976), que tiveram como temáticas o desterro e a dor pela perda de pessoas próximas, que incluíram canções como: "Este presente festín se lo regalo a cualquiera" e a musicalização do poema: "Ay, canto, qué mal me sales", escrito por Víctor Jara horas antes de ser assassinado.

Em 1981, encerrou seu contrato com a Dicap.
Em 1983, lançou o disco: "Tu voluntad más fuerte que el destierro", como produção independente.
Em 1984, recebeu permissão para ficar por 45 dias no Chile, com a condição de não cantar publicamente, e decidiu radicar-se em Buenos Aires, onde residiu por três anos, até que foi publicado um decreto que permitiu seu retorno ao Chile.
Em 1985:
- recebeu o prêmio: "Officier de l’ordre des arts et des lettres", concedido pelo Ministério da Cultura da França;
- colaborarou com "Los Jaivas" na gravação de "Obras de Violeta Parra", interpretando: "Un río de sangre".

Na Argentina:
- gravou o disco "Enlaces" (1987), em parceria com Celeste Carballo, Piero e León Gieco;
- participou da gravação do disco "De Ushuaia a la Quiaca", editado por León Gieco, e que tinha como tema o folclore argentino;

Em 1987, regressou ao Chile e realizou apresentações por várias cidades do país.
Em 1992, transformou a "Peña de Carmen 340" na Fundação Violeta Parra.
Em 1998, participou da gravação do disco "El encuentro", que teve como propósito fazer uma homenagem à Víctor Jara, gravado pela Alerce. Também participaram daquele disco: Jorge González, Lucho Barrios e Sílvio Rodríguez.
No final de 1999, a Warner Chile publicou uma antologia, com um álbum duplo com canções interpretadas por Isabel, sendo algumas delas de autoria própria.
Em 2000, lançou o disco "Colores", que contou com a colaboração de Sílvio Rodríguez em Cuba, de Horácio Salinas e Jorge Coulon, os dois últimos integrantes do Inti Illimani, além de suas filhas Tita e Milena.
Entre 2003 e 2004, publicou o livro-disco "Ni toda la tierra entera" e o disco "Puras cuecas", que contou com a colaboração de seu irmão Ángel, e de seu tio Roberto Parra, além de integrantes do Quilapayún e do Inti Illimani.
Em agosto de 2015, conseguiu inaugurar um museu em homenagem à sua mãe, Violeta Parra .